# Xlendi
Xlendi (malt. Ix-Xlendi) – miejscowość na Malcie, położona w południowo-zachodniej części wyspy Gozo. Otaczają ją Kerċem, Munxar i Fontana, przez dwie ostatnie Xlendi ma drogowe połączenie ze stolicą wyspy, Victorią. Xlendi podlega radzie lokalnej w Munxar, ale ma swój własny herb i motto. Od marca 2010 Xlendi posiada własny komitet administracyjny, który jest odpowiedzialny za główne działania na jej terenie.

## Etymologia
Nazwa Xlendi, po raz pierwszy zanotowana w kontrakcie z 1550 jako xilendi, pochodzi prawdopodobnie od słowa „shelandion” – typu bizantyńskiej galery z tego okresu, które zawijały do naturalnego portu jakim jest zatoka, a pozostałości których, a także rzymskich (duża liczba amfor), znaleziono u wejścia do niej.

## Miejsca historyczne

### Groby punickie
W 1965, podczas prac remontowych w górnej partii Triq San Xmun w Xlendi, odsłonięto wykuty w skale grób, prawdopodobnie punicki. Grób zawierał kilka pochówków. Wejście do grobowca, skierowane w stronę zatoki, wiodło do komory zbliżonej w kształcie do prostokąta. Całą szerokość wewnętrznej części komory zajmował wykuty w skale rów, przykryty kamiennymi płytami, do którego złożono ciała. Inny grobowiec odkryto w Wied tax-Xlendi, bliżej Munxar, 2 metry poniżej szczytu skały znanej lokalnie jako Tortoise Rock, rozdzielającej dolinę. Grota ma okrągłe wejście, prowadzące lekko skręcającym jednometrowym korytarzem do komory o średnicy około 1,5 m. Wgłębienie grzebalne zostało wykute po lewej stronie korytarza, kolejne po lewej stronie komory.

### Wieża Xlendi

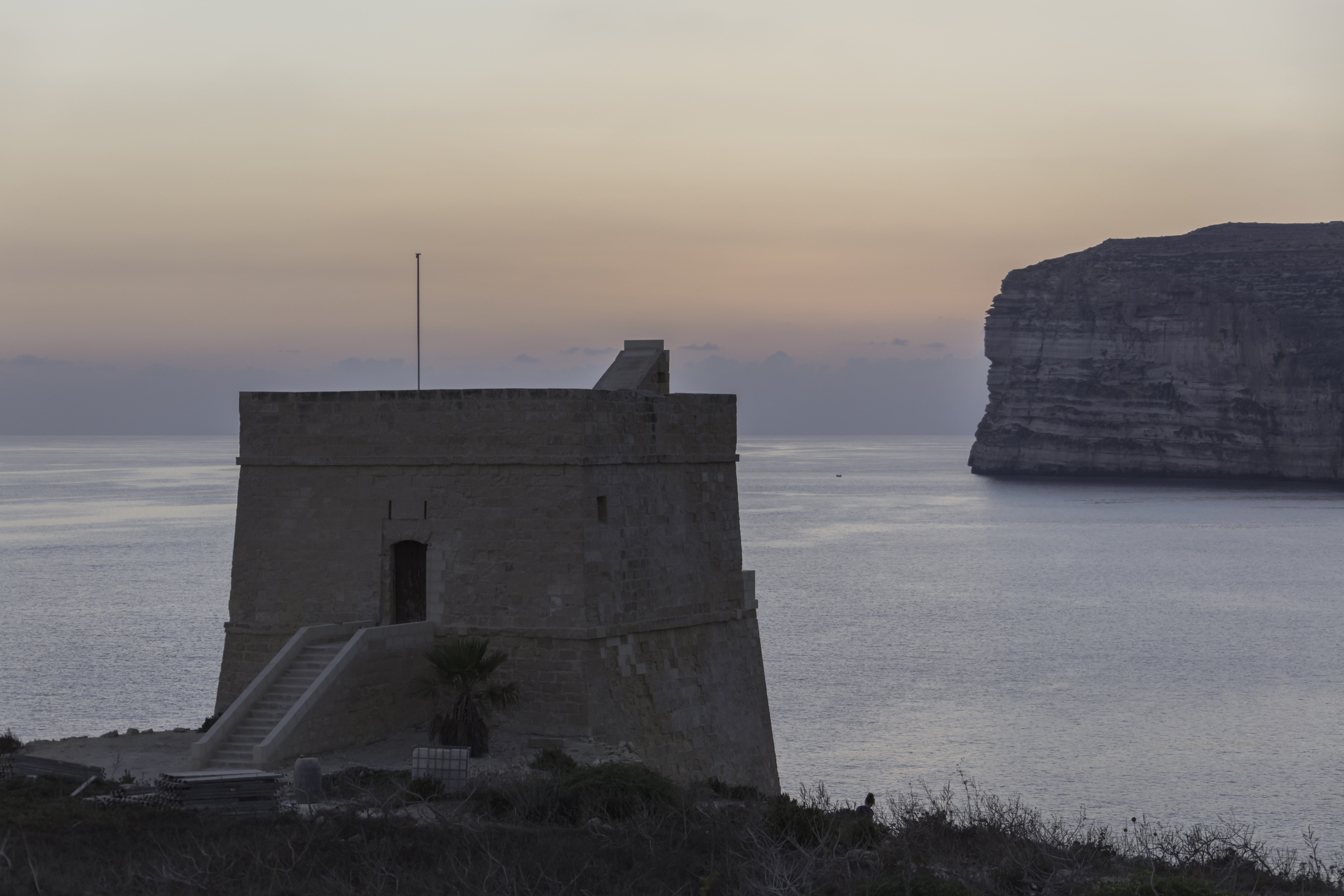
Wieża Xlendi (2021)

Wieża Xlendi, strzegąca wejścia do zatoki, jest jedną z małych umocnionych wież obserwacyjnych zbudowanych przez wielkiego mistrza zakonu joannitów Lascarisa. Jej budowę ukończono w 1650, i jest ona najstarszą zachowaną wieżą obserwacyjną na Gozo.

### Kościół
Kościół Matki Bożej z Góry Karmel został poświęcony w 1974, choć jego część frontowa pochodzi z 1868. Kościół był pierwszą nowo wybudowaną świątynią po utworzeniu samodzielnej diecezji Gozo. Każdego roku w pierwszą niedzielę września odbywa się uroczystość poświęcona patronce świątyni. Po południu w zatoce odbywają się zabawy wodne z tradycyjną „gostra”, natartą tłuszczem belką, po której zawodnicy muszą przejść, aby zdobyć małą flagę umieszczoną na końcu. Wieczorem wokół Xlendi odbywa się procesja z figurą Matki Bożej z Góry Karmel.

### Podziemny młyn
Na klifach za kościołem Matki Bożej z Góry Karmel znajduje się relikt z okresu „zimnej wojny”. W 1955 wykonany tam został podziemny młyn. Prace były ogromnym przedsięwzięciem, na które składało się wykonanie tunelu wejściowego o długości około 30 metrów, wysokości 2,5 metra i szerokości 3 metrów, prowadzącego do dużej komory. Komora ta podzielona była na trzy kondygnacje i mieściła urządzenia magazynowe, miażdżące i mielące. Z tyłu młyna znajduje się silos o pojemności około 1000 ton pszenicy, połączony z maszynami do mielenia za pomocą mechanicznych ślimaków. Silnik wysokoprężny o mocy 80 KM oraz alternator dostarczały moc. Młyn został zbudowany, gdy „zimna wojna” narastała, gdy możliwy był konflikt nuklearny, jednak nigdy nie był używany.

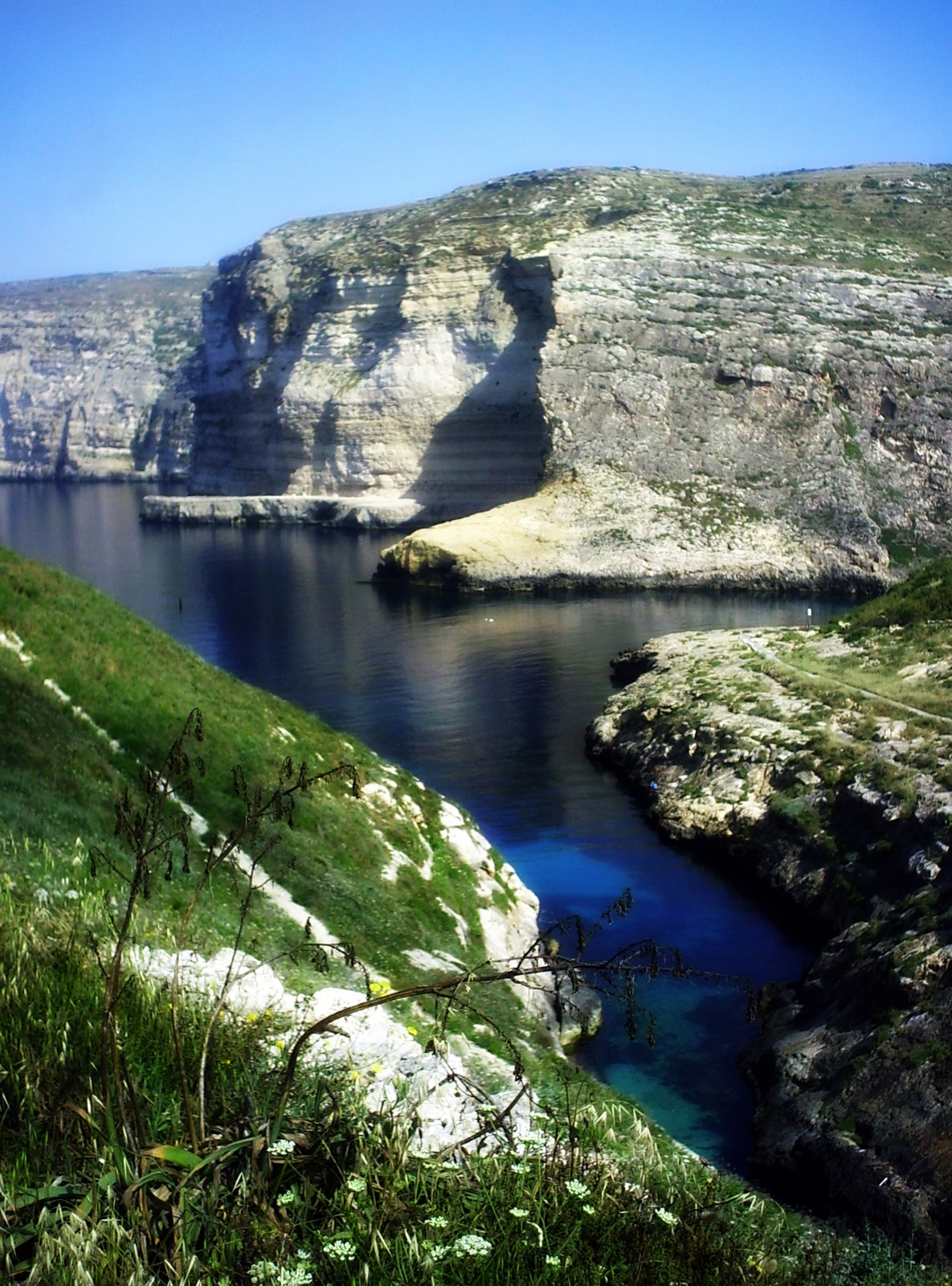
Kantra, jedno z najpiękniejszych miejsc w Xlendi

### Zatoka Xlendi
Za brytyjskich rządów piaszczysta, dziś, za przyczyną wód z doliny i ingerencji człowieka, jest żwirowa. Zatoka jest nadal słynna ze skał po lewej stronie zatoki, które są dobre do opalania i nurkowania.

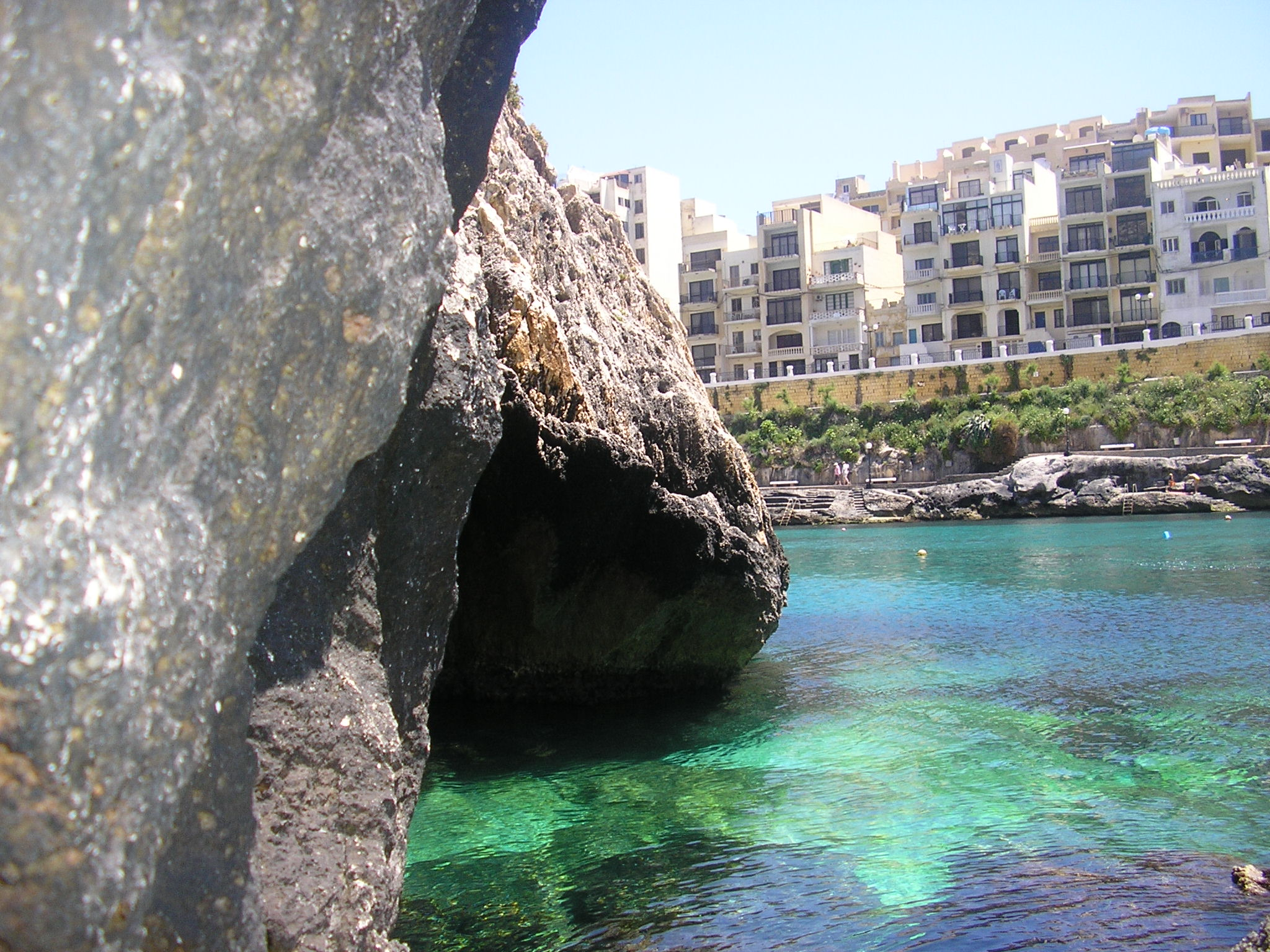
Zdjęcie zrobione w ujścia Caroline Cave

### Grota Karoliny
„Grota Karoliny” to jaskinia na prawym klifie zatoki. Kiedyś była własnością Caroline Cauchi, bogatej kobiety z Victorii, która później sprowadziła siostry augustianki na Gozo i przekazała im prawie całą swoją ziemię, w tym jaskinię i inne ziemie w Xlendi. Siostry w okresie letnim zaczęły przebywać w Xlendi. Miały zwyczaj pływać w tej odosobnionej jaskini, do której można było się dostać tylko schodami. Używały więc tej jaskini nie będąc widziane przez innych ludzi w zatoce.

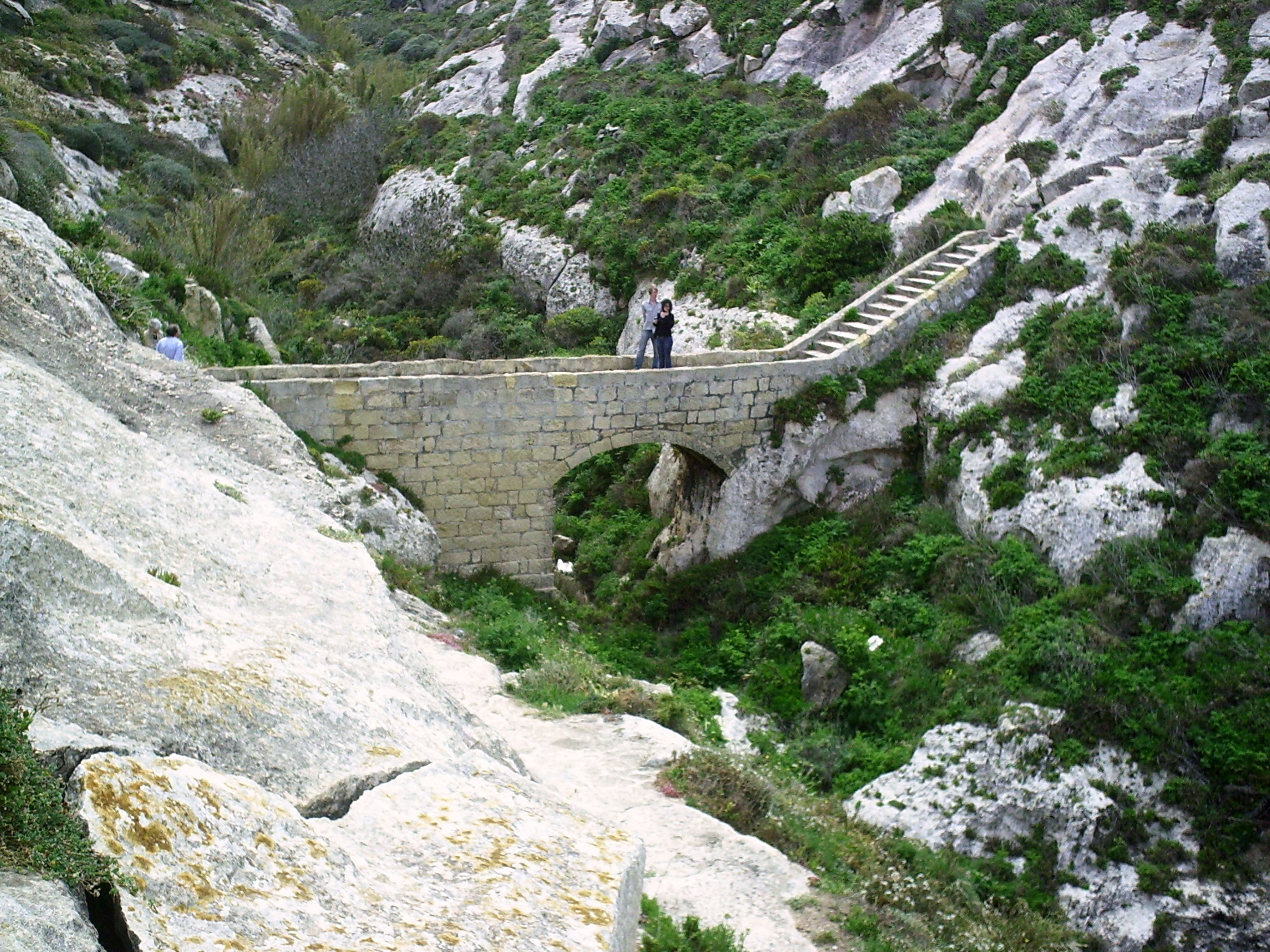
Most, który łączy klify z resztą Xlendi. Został zbudowany w okresie rycerzy joannitów

### Natura
Niezagospodarowany obszar wokół Xlendi jest domem dla wielu gatunków flory i fauny, niektórych rzadkich. Wśród nich są mewy, maltański krab słodkowodny i Cheirolophus crassifolius (malt. Widnet il-Bahar) z rodziny astrowatych, endemit na Malcie, od 1973 narodowy kwiat tej wyspy. Dziś Xlendi jest jednym z najbardziej rozwiniętych obszarów na wyspie, co szkodzi bioróżnorodności na tym obszarze. Trzykilometrowy odcinek klifowego wybrzeża od zatoki Xlendi na zachód do Wardija Point tworzy obszar ochrony ptaków (Important Bird Area), zidentyfikowany jako taki przez BirdLife International ze względu na jego znaczenie dla dwóch gatunków lęgowych burzyków.

## Zarządzanie
Xlendi pozostaje integralną częścią rady lokalnej Munxar, jednak ma własną administrację w postaci Xlendi Administrative Committee. Komitet Administracyjny Xlendi został utworzony w marcu 2010 na mocy nowelizacji ustawodawstwa rady lokalnej w Munxar.